# Kapuzinerkloster Rosenheim
Das Kapuzinerkloster Rosenheim war ein Kloster in Rosenheim in Bayern in der Diözese München und Freising.

## Geschichte
Das Kloster der Kapuziner wurde 1606 gegründet. Während der Säkularisation diente das Kloster als kurfürstliches Zentralkloster. Dieses wurde 1803 aufgelöst und der Konvent in andere Klöster verbracht. Das Inventar wurde versteigert, Klostergebäude und Kirche dienten in der Folgezeit als Salinengebäude. Am 9. Oktober 1854 wurden wieder mit dem Bau eines Klosters der Kapuziner bei der Sebastianikapelle in Rosenheim begonnen, das im Oktober 1856 bezogen werden konnte. Im Jahr 1888 kam es zur Erweiterung der kleinen Sebastianikapelle zur Kapuzinerkirche. Die Klosterkirche wurde 1997 grundlegend saniert.
Im Januar 2017 wurde der Konvent geschlossen.